# ノイヴィート
ノイヴィート (独: Neuwied ドイツ語発音: [nɔʏˈviːt]) はドイツ連邦共和国 ラインラント＝プファルツ州北部にあるノイヴィート郡にある市で、同郡の郡庁所在地である。ライン川の右岸にあり、コブレンツから北西に12kmの位置にあり、フランクフルトからケルンへの鉄道路線上にある。

## 姉妹都市
- - ブロムリー(Bromley)（イギリス）